# Résolution 1491 du Conseil de sécurité des Nations unies
Membres permanents
- Chine
- États-Unis
- France
- Royaume-Uni
- Russie

Membres non permanents
- Allemagne
- Angola
- Bulgarie
- Chili
- Cameroun
- Espagne
- Guinée
- Mexique
- Pakistan
- Syrie

Résolution no 1490 Résolution no 1492
La résolution 1491 du Conseil de sécurité des Nations unies, adoptée à l'unanimité le 11 juillet 2003, après avoir rappelé les résolutions 1031 (1995), 1088 (1996) et 1423 (2002) sur les conflits dans l'ex-Yougoslavie, a prorogé le mandat de la Force de stabilisation (SFOR, acronyme anglais pour Stabilisation Force) en Bosnie-Herzégovine pour une nouvelle période de douze mois.

## Résolution

### Préambule
Le Conseil de sécurité a souligné l'importance de la mise en œuvre de les accords de Dayton (accord-cadre général) et a salué les contributions de la SFOR, de l'Organisation pour la sécurité et la coopération en Europe (OSCE) et d'autres organisations internationales. La situation continue de constituer une menace pour la paix et la sécurité et le Conseil est déterminé à promouvoir une résolution pacifique du conflit.

### Dispositifs
Agissant en vertu du chapitre VII de la Charte des Nations unies, le Conseil a rappelé aux parties leur responsabilité de mettre en œuvre les accords de Dayton. Il a souligné le rôle du haut représentant international en Bosnie-Herzégovine dans le suivi de sa mise en œuvre. Il attache également de l'importance à la coopération avec le Tribunal pénal international pour l'ex-Yougoslavie (TPIY).
Le Conseil de sécurité a félicité les pays participant à la SFOR et les a autorisés à poursuivre leurs opérations pendant douze mois supplémentaires. La SFOR serait prolongée au-delà de cette date si la situation du pays le justifie. Il a également autorisé le recours aux mesures nécessaires, notamment le recours à la force et à la légitime défense, pour garantir le respect des accords ainsi que la sécurité et la liberté de mouvement du personnel de la SFOR. Les pays ont été invités à fournir une formation, des équipements et un soutien aux forces de police locales en Bosnie-Herzégovine et le secrétaire général Kofi Annan a été prié de soumettre des rapports du haut représentant.
La résolution salue en outre le déploiement de la Mission de police de l'Union européenne en Bosnie-Herzégovine depuis le 1er janvier 2003, qui a succédé à la Mission des Nations unies en Bosnie-Herzégovine (MINUBH).

## Voir également
- Guerre de Bosnie-Herzégovine
- Accords de Dayton
- Guerres de Yougoslavie